# Fasciola hepatica
La Fasciola hepatica è un verme piatto della classe dei Trematoda che infetta il fegato di diversi animali, uomo compreso, causando la fascioliasi.
F. hepatica è distribuita in tutto il mondo.

## Morfologia
Gli adulti hanno un corpo ovale piatto che misura da 1 a 4 cm, largo dagli 8 ai 15 mm. Hanno un allungamento anteriore (cono cefalico) che ospita la ventosa orale e quelle ventrali. Questi vermi vengono detti Distomi proprio per la presenza delle due ventose che possono somigliare a bocche.
Può vivere nei dotti biliari fino a 10 anni.

## Ciclo di vita
Fasciola hepatica vive come parassita nei dotti biliari degli erbivori, il suo ciclo è legato all'acqua ed alla presenza del suo ospite intermedio. Il parassita adulto depone uova che vengono portate dalla bile nell'intestino e raggiungono l'esterno con le feci necessariamente in ambiente acquatico. Qui, le uova embrionano ed esce il miracidio che nuotando invade un mollusco ospite intermedio del genere Lymnea, una chiocciola d'acqua. All'interno del mollusco i miracidi si trasformano : Sporocisti → Redia o non necessariamente redie figlie per superare stagioni sfavorevoli → Cercarie.
Lascia poi l'ospite intermedio mutando nuovamente in una Metacercaria incistata che si stabilisce sulla vegetazione acquatica, specialmente Nasturtium officinale.
La metacercaria attende di essere ingerita da un ovino o anche dall'uomo, all'interno del cui corpo si riprodurrà in maniera sessuata. Una volta arrivate nel duodeno, le metacercarie excistano e attraversano la parete intestinale. Arrivano così fino al parenchima epatico dove il parassita andrà dapprima a nutrirsi di parenchima epatico fino ad arrivare a sistemarsi a livello dei dotti biliari di maggior calibro. Qui si sviluppa il verme adulto che rilascerà le uova opercolate, di colore giallo e non ancora embrionate. Le uova compaiono nelle feci dopo circa tre mesi dall'infestazione. Le metacercarie resistono anche più di 3 mesi alla fienagione e più di 40 giorni all'insilamento quindi può colpire anche animali stabulati.
L'adulto si nutre di sangue ed essendo munito di cuticola dentellata, provoca un'infiammazione cronica dei dotti biliari ed un'azione anemizzante ed ipoproteinemizzante che si traduce in una minor crescita ed una minor resa in formaggio del latte di animali parassitati.

## Anatomia patologica
Un fegato colpito da fasciolosi si presenta cosparso di cicatrici tragittiformi dovute alla migrazione verso la sede definitiva, con i grossi dotti biliari sclerotici, ingrossati e ripieni di materiale calcifico e nerastro (lesioni "a cannello di pipa"). Ne consegue un'incommerciabilità e scarto al macello del fegato assolutamente non per rischi zoonotici (ricordiamo occorre ingerire metacercarie per infestarsi)  ma per un inestetismo e scadimento delle qualità organolettiche.

## Terapia
Per la cura dell'infestazione da Fasciola hepatica in ambito veterinario si utilizza il bitionolo (in passato utilizzato anche per la cura dell'uomo). Per l'uomo si utilizza prevalentemente il triclabendazolo.